# Airheads
Airheads är en amerikansk långfilm från 1994 i regi av Michael Lehmann, med Brendan Fraser, Steve Buscemi, Adam Sandler och Chris Farley i rollerna.

## Handling
Tre korkade rockmusiker tar till drastiska metoder då deras musik gång på gång ratas av skivbolagen. De bryter sig in på en radiostation i hopp om att få spela upp sin demo i radio. När de inte får sin vilja igenom så finns det inget annat val: De tar hela radiostationen som gisslan.

## Om filmen
Byggnaden som de tre tar sina gisslan i står rakt över gatan från byggnaden som användes i Die Hard.

## Rollista (i urval)
- Brendan Fraser - Chazz (Chester) Darvey
- Steve Buscemi - Rex
- Adam Sandler - Pip
- Chris Farley - Officer Wilson
- Michael McKean - Milo
- Judd Nelson - Jimmie Wing
- Ernie Hudson - Sergeant O'Malley
- Amy Locane - Kayla
- David Arquette - Carter